# Već viđeno
Već viđeno é um filme de drama iugoslavo de 1987 dirigido e escrito por Goran Marković. Foi selecionado como representante da Iugoslávia à edição do Oscar 1988, organizada pela Academia de Artes e Ciências Cinematográficas.

## Elenco
- Mustafa Nadarević
- Anica Dobra
- Milorad Mandić
- Bogdan Diklić
- Gordana Gadžić